# Farmland
Farmland és una població dels Estats Units a l'estat d'Indiana. Segons el cens del 2000 tenia 1.456 habitants.

## Demografia
Segons el cens del 2000, Farmland tenia 1.456 habitants, 573 habitatges, i 414 famílies. La densitat de població era de 1.124,3 habitants/km².
Dels 573 habitatges en un 34,4% hi vivien nens de menys de 18 anys, en un 58,3% hi vivien parelles casades, en un 10,5% dones solteres, i en un 27,7% no eren unitats familiars. En el 23,7% dels habitatges hi vivien persones soles l'11,2% de les quals corresponia a persones de 65 anys o més que vivien soles. El nombre mitjà de persones vivint en cada habitatge era de 2,54 i el nombre mitjà de persones que vivien en cada família era de 3,03.
Per edats la població es repartia de la següent manera: un 28% tenia menys de 18 anys, un 6,7% entre 18 i 24, un 28,4% entre 25 i 44, un 21% de 45 a 60 i un 15,9% 65 anys o més.
L'edat mediana era de 36 anys. Per cada 100 dones de 18 o més anys hi havia 86 homes.
La renda mediana per habitatge era de 36.250$ i la renda mediana per família de 45.000$. Els homes tenien una renda mediana de 31.795$ mentre que les dones 21.750$. La renda per capita de la població era de 18.405$. Entorn del 3,4% de les famílies i el 6,5% de la població estaven per davall del llindar de pobresa.

## Poblacions més properes
El següent diagrama mostra les poblacions més properes.